# Huagang (köpinghuvudort i Kina, Jiangsu Sheng, lat 32,61, long 119,86)
Huagang (kinesiska: 华港, 华港镇) är en köpinghuvudort i Kina. Den ligger i provinsen Jiangsu, i den östra delen av landet, omkring 120 kilometer nordost om provinshuvudstaden Nanjing. Antalet invånare är 37 720. Befolkningen består av 19 176 kvinnor och 18 544 män. Barn under 15 år utgör 9,0 %, vuxna 15-64 år 72 %, och äldre över 65 år 17,0 %.
Runt Huagang är det mycket tätbefolkat, med 3 757 invånare per kvadratkilometer. Närmaste större samhälle är Taizhou, 13,9 km söder om Huagang. Trakten runt Huagang består till största delen av jordbruksmark.
Genomsnittlig årsnederbörd är 1 119 millimeter. Den regnigaste månaden är juli, med i genomsnitt 254 mm nederbörd, och den torraste är januari, med 28 mm nederbörd.